# Neoplan N4522
Neoplan N4522 — німецький 18,75-метровий зчленований автобус виробництва Neoplan, що виробляється у Штутгарті з 2001 року. Призначений для міських перевезень особливо великої кількості людей і визнаний 4-зірковим за комфорт перевезень та низьку підлогу.

## Загальний технічний опис
Автобус вважається великогабаритним — його довжина становить 18,75 метра, і складається з двох секцій та гармошки, якою вони з'єднані. Ширина автобуса доволі характерна — 2,5 метра, висота становить 2,89 метра, що дозволяє людям будь-якого зросту подорожувати цим автобусом. Автобус також має низьку підлогу без сходинок (висота підлоги становить 0,38 метра над рівнем проїжджої частини), також перевагою є можливість перевезення маломобільних громадян або інвалідів. Автобус чотиривісний, формула його колісної системи «4×4». Підвіска пневматична, з додатковими амортизаторами для гальмування та ASR з ABS. У передній секції автобуса розташовано 2 двері (загальна формула дверей — 2—2—2—2) і 36 сидінь. На задній частині першої секції, де розташовано збірний майданчик для пасажирів відведено 2—3 місця для інвалідних чи дитячих візків. Особливим групам громадян також надано спеціальні 3 сидіння з додатковими ременями безпеки, тримачами і кнопками виклику до водія у разі затримок. Вікна автобуса розділено по обом секціям, вони клеєні та тоновані (по замовленню). Сидіння розташовано попарно та покрито антивандальним покриттям. У другій секції 20 сидінь, що часто розташовані навпроти одне одного, друга секція поступається пасажиромісткістю першій та може умістити 40—60 чоловік. По усьому салоні розташовано поручні для стоячих пасажирів, проте тонкі з розрахунку на те, що їх вмонтовано навпроти кожного крісла. У другій секції також 2 двійчасті двері, гармошка металічна і на сталевому з'єднанні, вузол зчленування рухомий, проте секції не відокремлені нічим одна від одної. На стінах автобуса іноді встановлено по кілька компостерів та підсвітних ламп для освітлення салону. На передку автобус має по 3 фари з кожного боку та ще по одній протитуманній, по боках розташовано по 8 габаритних вогнів і встановлено мигалку «Автопоїзд». Усі колеса (за винятком передньої осі) закриті металічними панелями.

### Переваги та зручності
- багато тонких сталевих поручнів, за які тримаються пасажири.
- встановлення кількох додаткових крісел
- спеціальне крісло для маленьких дітей
- перевезення людей з обмеженими можливостями пересування
- висока пасажиромісткість — до 160 пасажирів
- встановлення 6-швидкісної коробки передач замість 4-швидкісної

## Технічні характеристики

### Конструкція
| Модель                                        | Neoplan Airliner N 9112 K                                                       |
| Габаритні розміри, довжина/ширина/висота      | 18750/2500/2890                                                                 |
| Колісна база, мм                              | 5875                                                                            |
| Підвіска                                      | пневматична з ароматизаторами та антиблокувальною і антибуксувальними системами |
| Колісна формула                               | 4×4                                                                             |
| Кількість коліс                               | 14                                                                              |
| Кліренс, мм                                   | 1200                                                                            |
| Споряджена маса, кг                           | 15500                                                                           |
| Повна маса, кг                                | 26000                                                                           |
| Передній звис, мм                             | 2700                                                                            |
| Задній звис, мм                               | 3375                                                                            |
| Кількість габаритних вогнів, шт               | 34                                                                              |
| Максимальне навантаження на 1/2 ; 3/4 осі, кг | 7245/11500                                                                      |
| Шини                                          | 275/70 R22,5                                                                    |

### Салон
| Тип салону                        | двосекційний                                                                       |
| Кількість сидячих місць           | 56+1                                                                               |
| Кількість стоячих місць           | 104                                                                                |
| Формула дверей                    | 2—2—2—2                                                                            |
| Сидіння                           | парні, напівпластикові, з антивандальним покриттям                                 |
| Матеріал гармошки                 | сталь, цинк                                                                        |
| Вузол зчленування                 | малорухомий                                                                        |
| Відстань від підлоги до землі, см | 38                                                                                 |
| Вікна                             | клеєні, тоновані                                                                   |
| Люки, шт                          | 2—4                                                                                |
| Шум у салоні/у кабіні водія       | 43/38 Дб                                                                           |
| Додаткові опції                   | 3 місця для інвалідних візків, встановлення додаткових крісел, тоновані склопакети |

### Двигун і швидкість
| Модель двигуна                                      | MAN D 2066 LUH |
| Потужність, кВт                                     | 228—257        |
| Місткість паливного бака, літри                     | 350            |
| Циліндри, шт                                        | 6              |
| Швидкості автобуса, шт                              | 4—6            |
| Витрати палива на 100 км при швидкості 60 км/год, л | 31             |
| Максимальна швидкість, км/год                       | 120            |
| Розгін 0—60 км/год за, с                            | 25             |